# Forte de São Filipe (Setúbal)
O Forte de São Filipe, também conhecido como Castelo de São Filipe e Fortaleza de São Filipe, é uma fortificação localizada em Setúbal, classificada como monumento nacional desde 1933. Localiza-se no Parque Natural da Arrábida. Encontra-se em posição dominante sobre um outeiro, fronteiro à cidade de Setúbal, dominando a foz do rio Sado e o oceano Atlântico, em Portugal.

## História
O sítio de Setúbal vem sendo ocupado desde a pré-história, sucessivamente por fenícios, cartagineses e romanos.

### As muralhas da vila de Setúbal
Porto atlântico privilegiado, a primeira estrutura defensiva deste importante burgo foi uma muralha iniciada ao tempo do rei D. Afonso IV (1325-57) e concluída no reinado seguinte, sob D. Pedro I (1356-67), com a função de conter os assaltos de piratas e de corsários oriundos, normalmente, do Norte de África.

### O Forte de São Filipe
O projecto de uma fortificação moderna para defesa deste trecho do litoral português remonta ao século XIV, com a construção do Forte de Santiago do Outão, destinado ao controle da entrada barra do rio e acesso ao burgo medieval. Visando ampliar essa defesa, no reinado de D. João III (1521-1557), Brás Dias recebeu regimento no cargo de administrador das obras da Praça e Castelo de Setúbal (31 de julho de 1526). As dificuldades financeiras, que levaram inclusive ao abandono das posições ultramarinas no Norte de África (Praça-forte de Azamor, Praça-forte de Arzila, Praça-forte de Alcácer-Ceguer e Praça-forte de Safim), terão atrasado o desenvolvimento desses trabalhos.
Retomado à época da dinastia Filipina, a sua relevância é demonstrada pelo fato de que o próprio soberano D. Filipe I (1580-1598) assistiu em pessoa, em 1582, ao lançamento da pedra fundamental da nova fortificação, com traça do arquiteto e engenheiro militar italiano Filippo Terzi (1520-1597). Este engenheiro teria trabalhado nessas obras até meados de 1594, quando assinou uma planta e corte da fortificação (8 de Julho de 1594), remetida ao Conselho de Guerra espanhol. Com o seu falecimento, foi designado para as obras o engenheiro militar e arquitecto cremonense Leonardo Torriani, que as teria dado como concluídas em 1600.
No contexto da restauração da independência, sob o reinado de D. João IV (1640-1656), o Governador das Armas de Setúbal, João de Saldanha, executou a ampliação desta defesa pela adição de uma bateria baixa, entre 1649 e 1655. Acredita-se que esta nova estrutura visava suprir a deficiência da artilharia em cobrir o acesso fluvial ao porto.
No século XVIII a capela em seu interior adquiriu o seu revestimento de azulejos, assinados por Policarpo de Oliveira Bernardes (1736). Durante o consulado pombalino (1750-1777) não teria ficado imune ao terramoto de 1755 e foi utilizada como Escola de Artilheiros.
Em meados do século XIX um incêndio destruiu a Casa do Comando, então residência do Governador das Armas de Setúbal.

### A pousada
No século XX a partir da década de 1940 passou a ser objecto de intervenções de conservação e restauro a cargo da Direcção-Geral dos Edifícios e Monumentos Nacionais (DGEMN). Data de 1964 o projecto de adaptação da estrutura às funções da atual pousada, da rede de  Pousadas de Portugal. Sofreu novos danos, causados pelo sismo de 1969, tendo a recuperação sido concluída no ano seguinte.
A pousada fechou a 1 de novembro de 2014. A 31 de março de 2017 a Câmara de Setúbal assumiu a gestão da fortificação com a reabertura do bar e da esplanada, mantendo-se a interdição ao público de algumas zonas de risco.

## Características
Atribuída durante largos anos a Filipe Terzi, sabe-se actualmente que foi desenhada pelo Capitão Fratino em 1583, sendo composta de uma planta irregular poligonal, em estrela de seis pontas, com seis baluartes, e em acentuado declive sobre o mar, sendo protegida pelo lado Norte por uma segunda linha amuralhada.
Em seu interior, a que se tem acesso por um portão de armas a oeste nas muralhas, defendido por dois baluartes, um átrio dá acesso a um túnel de alvenaria de pedra, com uma larga e suave escadaria com degraus em dois lances. Esta, por sua vez, é coberta por uma abóbada e o patamar entre os seus lances dá acesso às casamatas. No seu final, no terrapleno, encontram-se os edifícios de serviço: a Casa de Comando (antiga residência do Governador das Armas) e a Capela, à esquerda desse mesmo.
A pequena Capela de São Filipe, orago do forte, apresenta planta rectangular, coberta por abóbada de berço. O seu portal exibe frontão ornado com volutas e uma torre sineira, entre pilastras. O seu interior é completamente revestido por azulejos nas cores azul e branca, onde se destacam painéis com cenas da vida daquele santo católico, assinados por Policarpo de Oliveira Bernardes (1736).
A bateria baixa, estrutura datada do século XVII, constitui-se num baluarte com o formato trapezoidal que se estende em direcção ao mar.

## Galeria

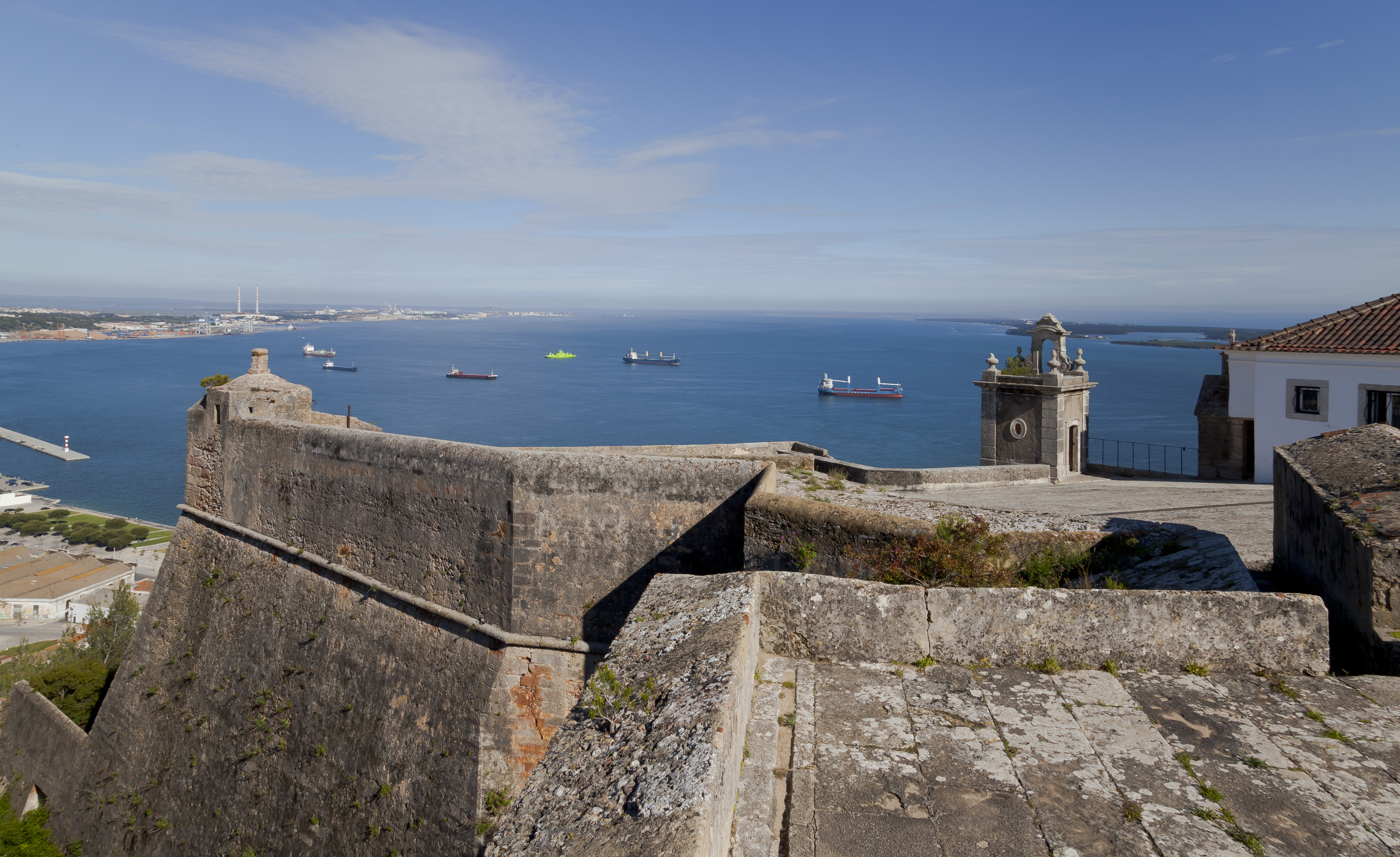
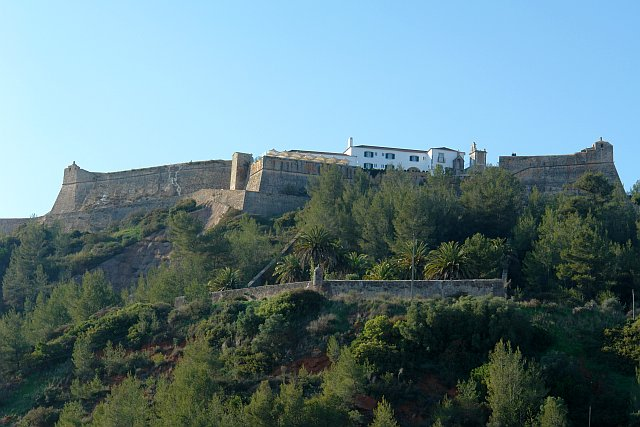
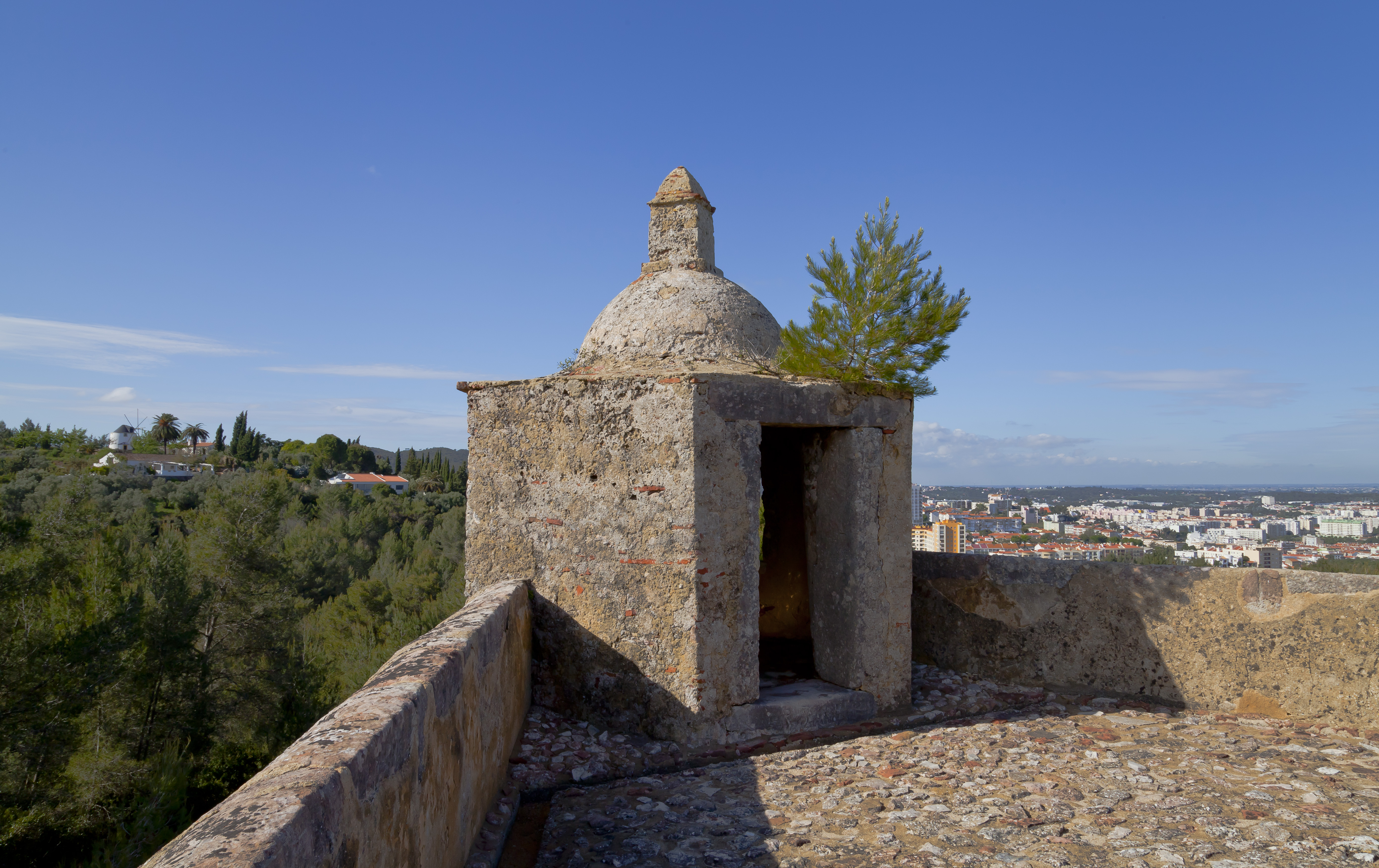
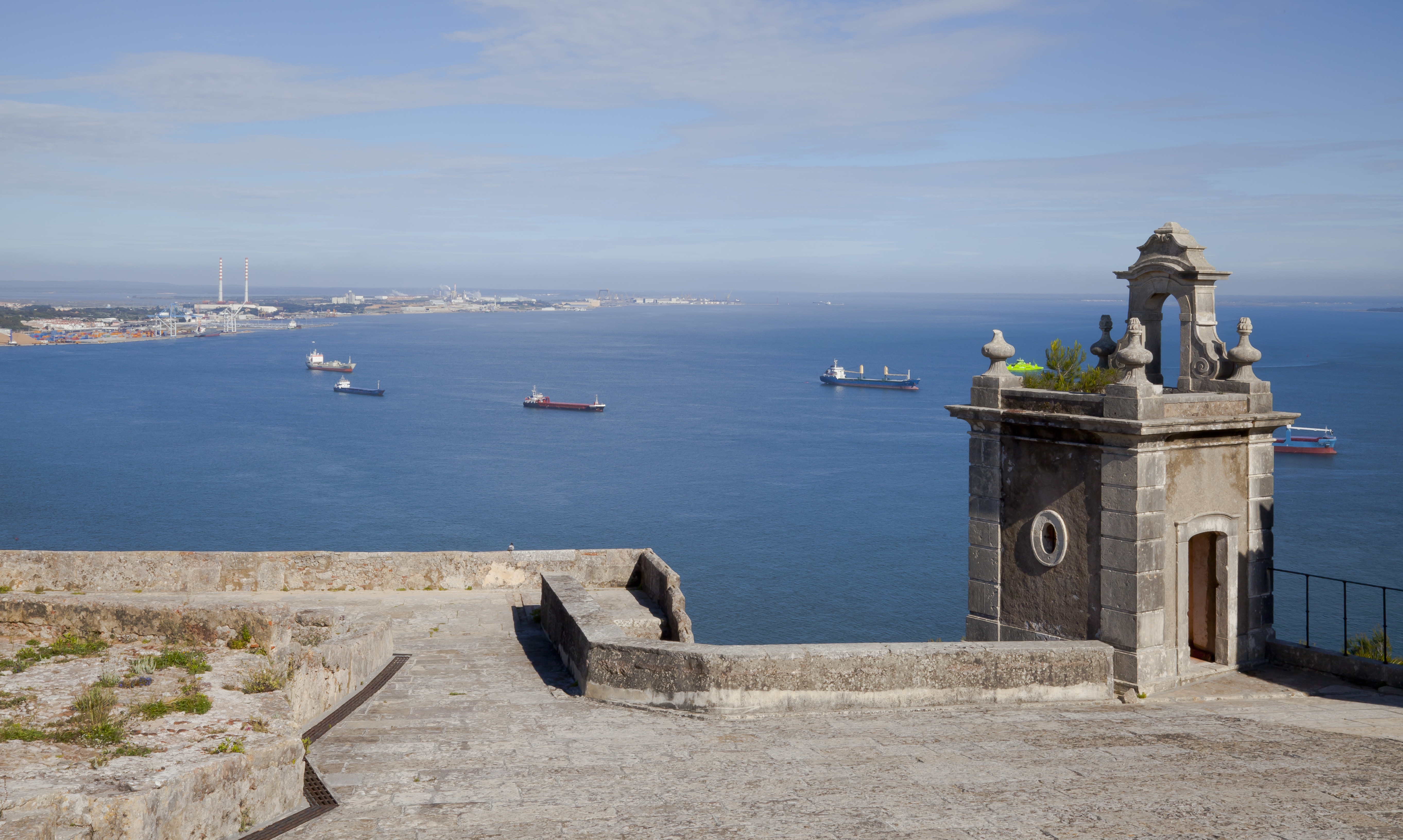
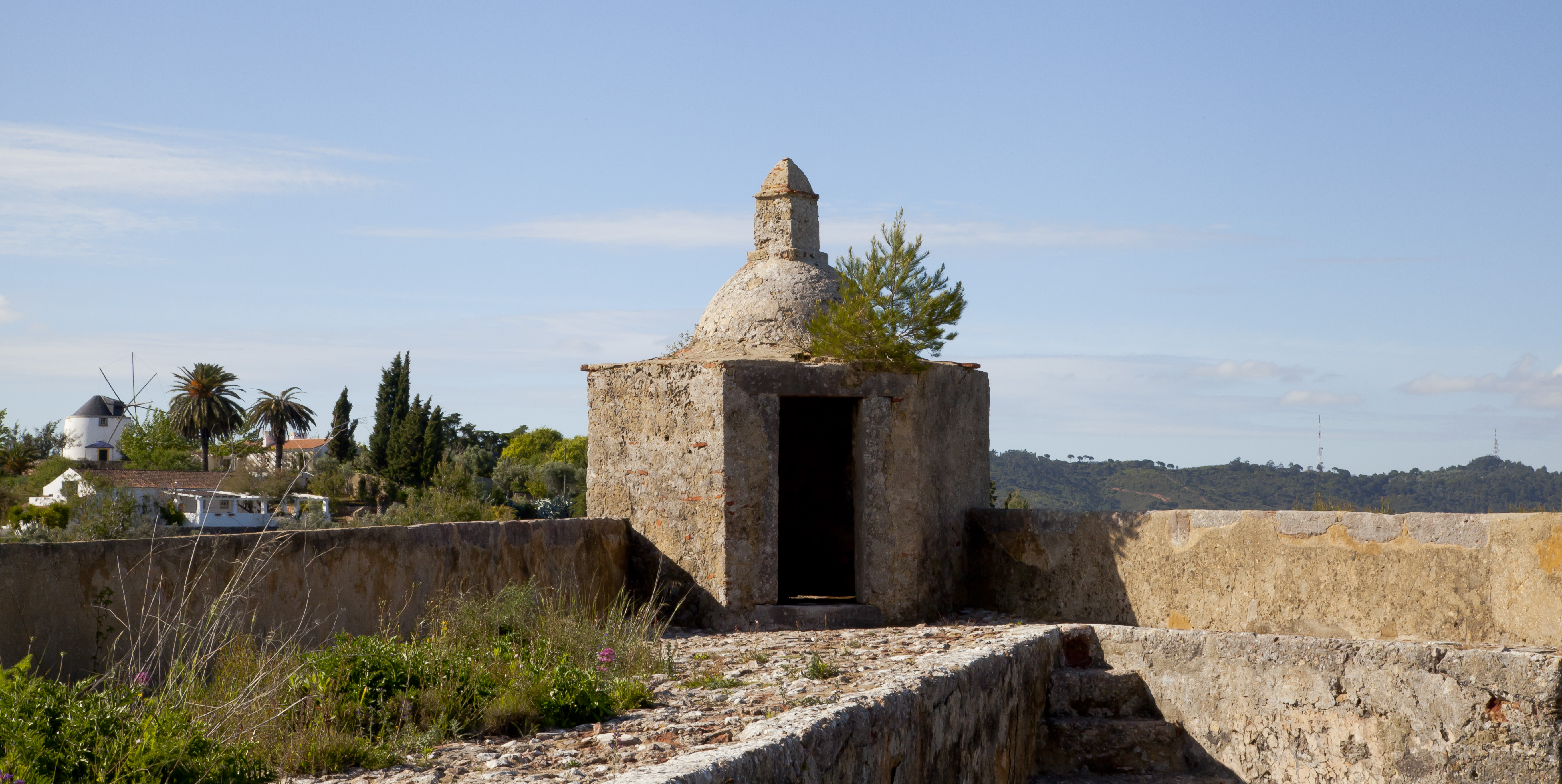
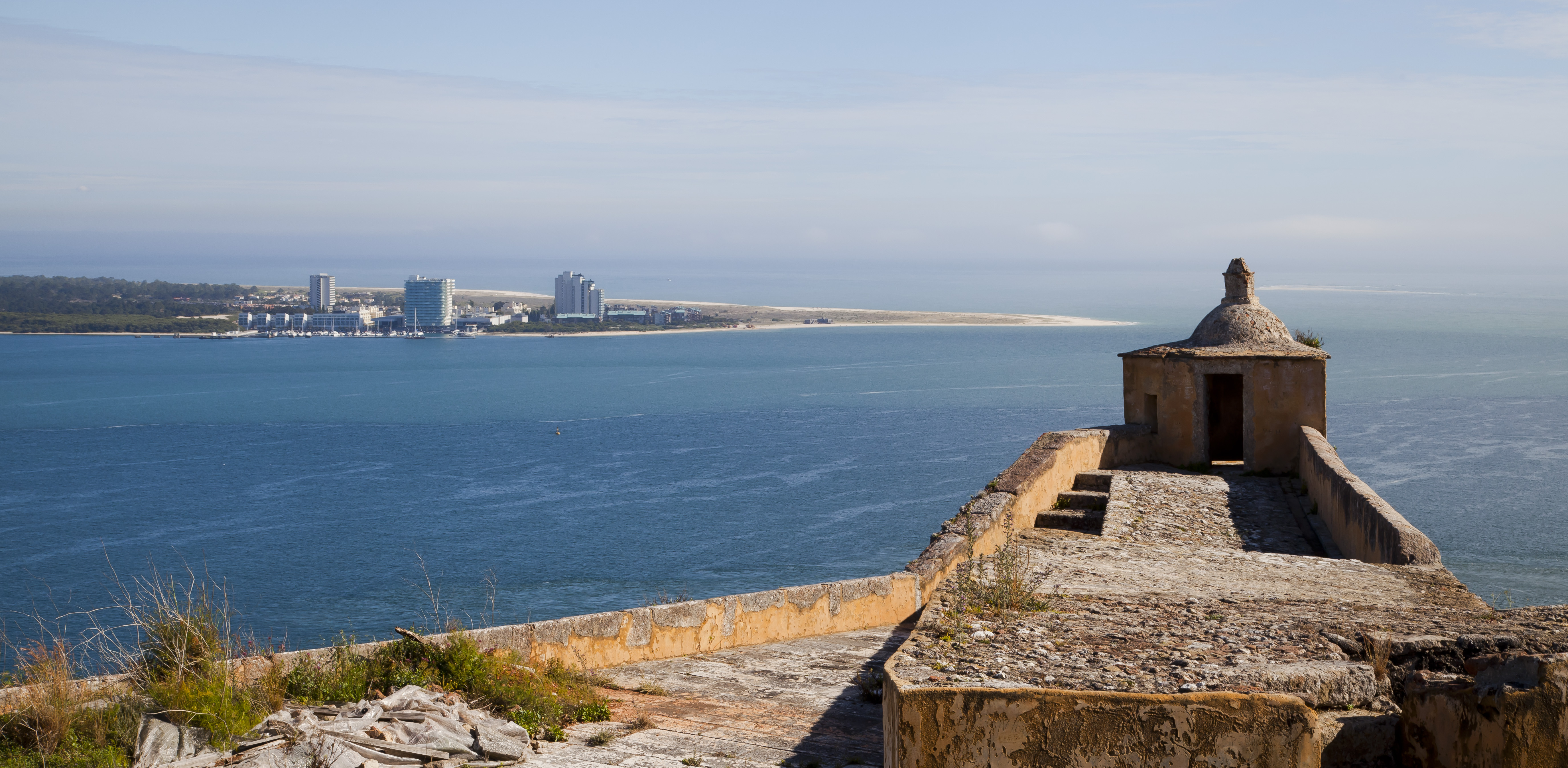
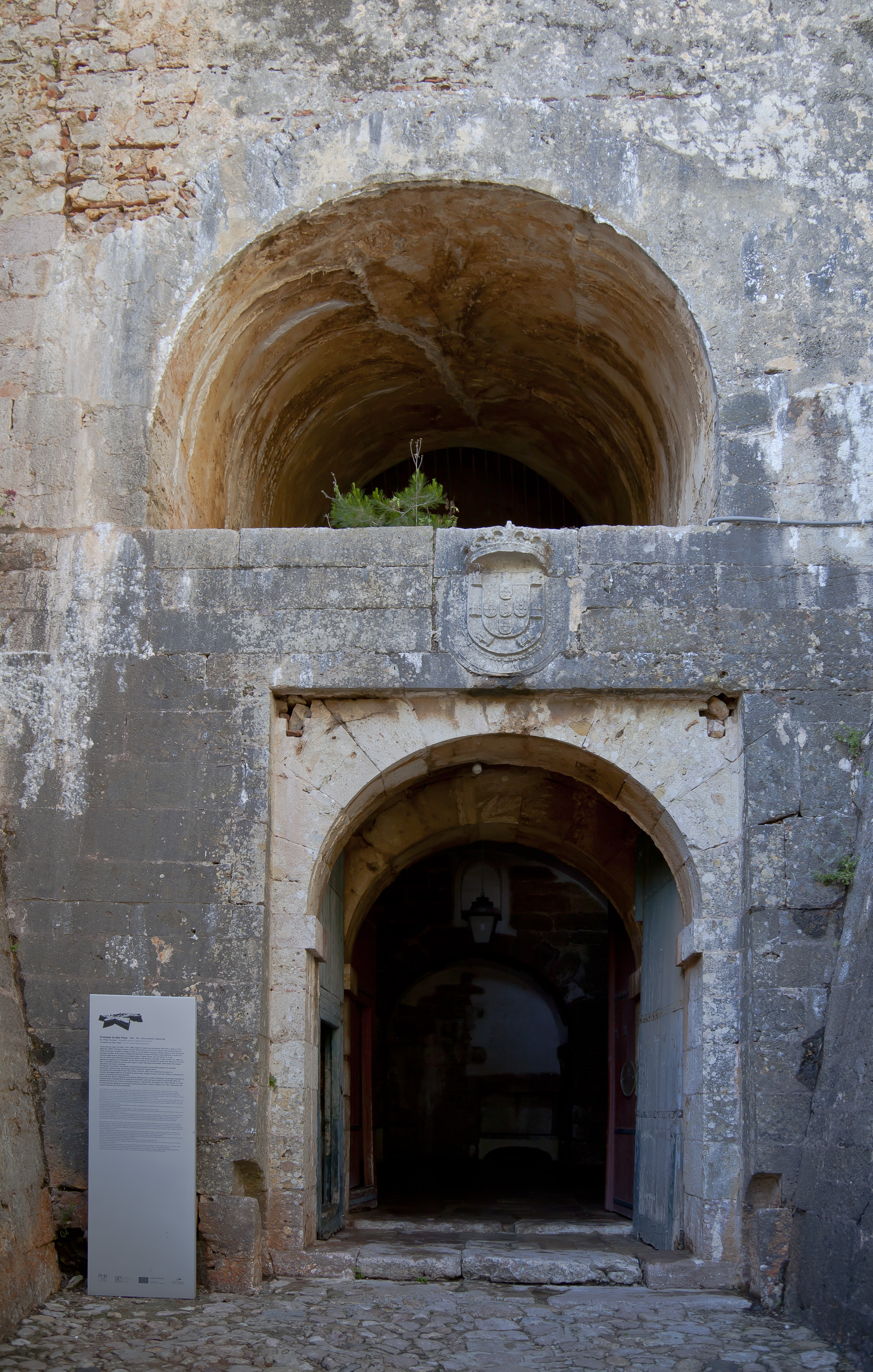
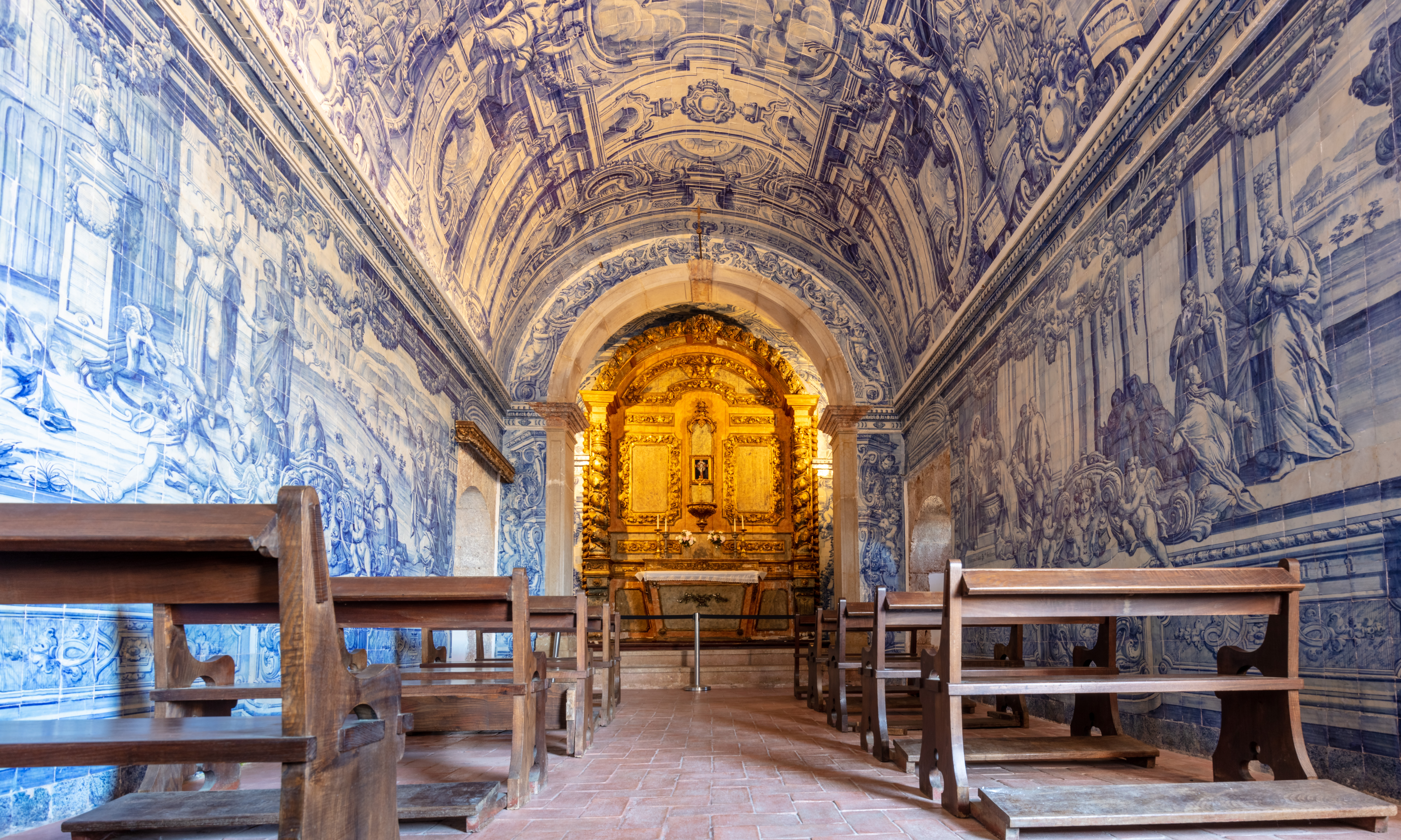
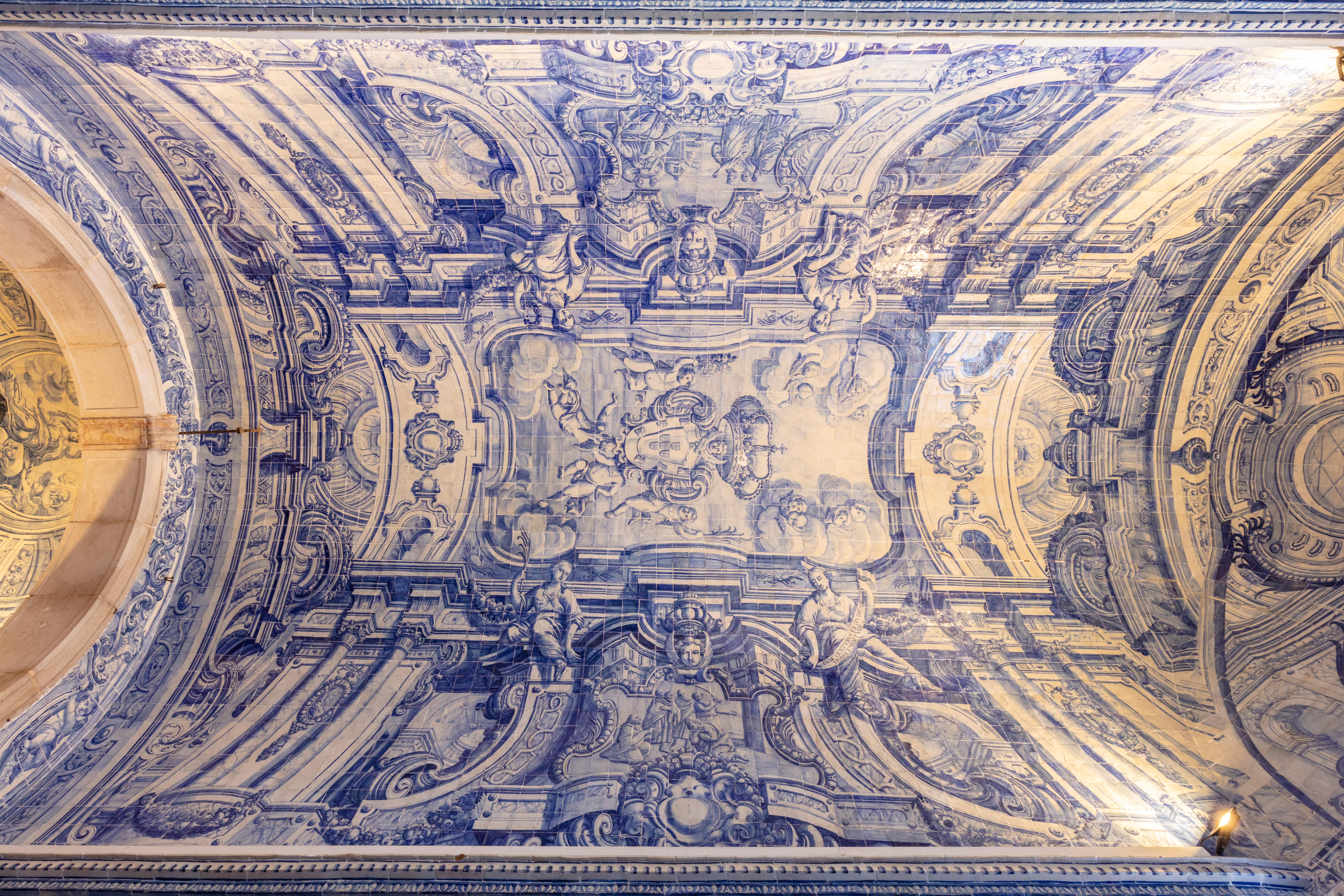
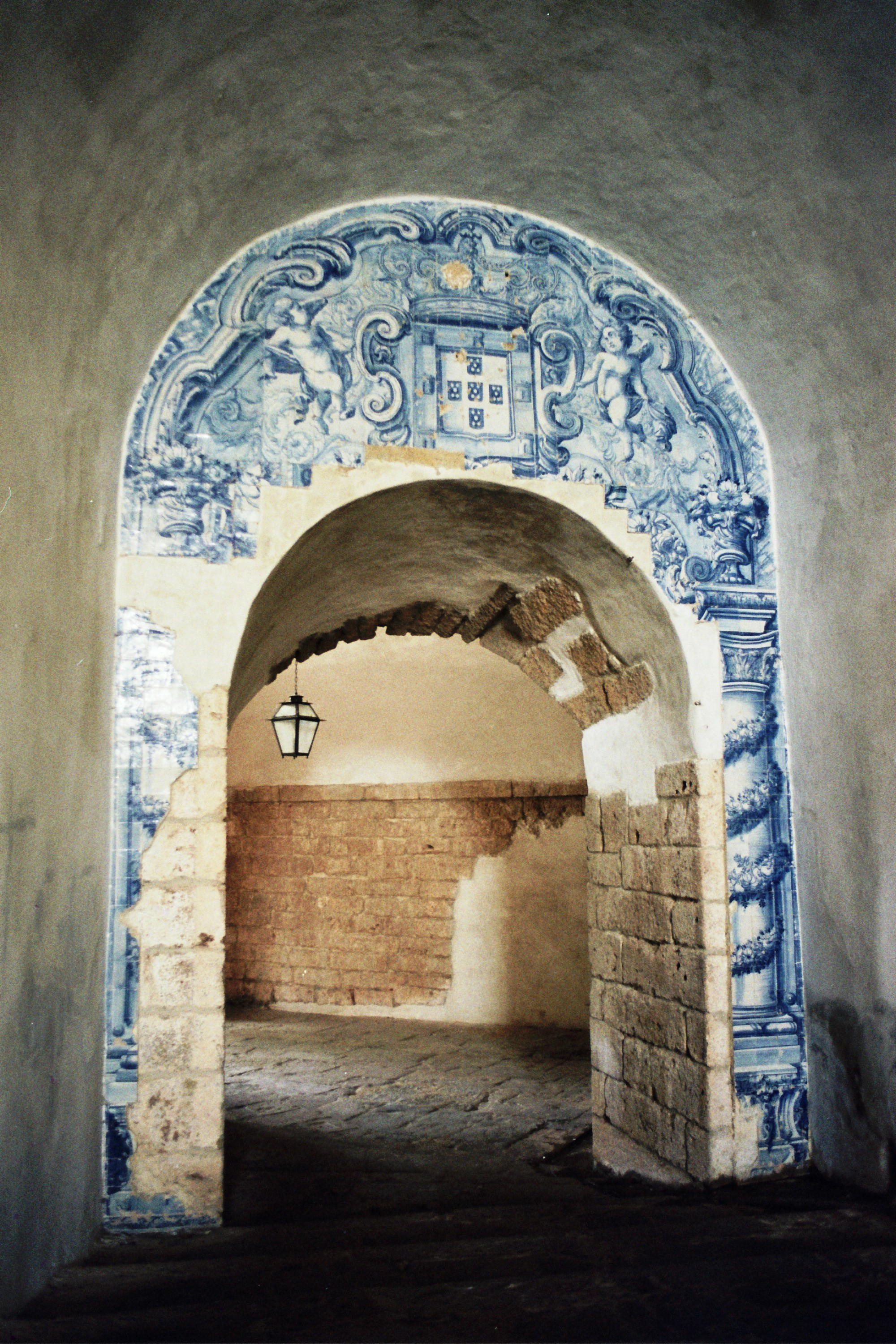